# Genetics and the Origin of Species
Genetics and the Origin of Species (ISBN 0-231-05475-0) é um livro de 1937 escrito pelo biólogo evolutivo Theodosius Dobzhansky e é um dos mais importantes livros relacionados com a síntese evolutiva moderna. Uma terceira edição foi publicada em 1951.
Sessenta anos após a sua publicação, a United States National Academy of Sciences publicou a obra Genetics and the Origin of Species: From Darwin to Molecular Biology 60 Years After Dobzhansky.
Foi também incluído na edição de 1990 da obra Great Books of the Western World, junto com The Origin of Species e the Descent of Man, de Charles Darwin.

## Leituras complementares
- Carson, Hampton L. (1998). «Cytogenetics and the Neo-Darwinian synthesis». In:  Mayr, Ernst; Provine, William B. The Evolutionary synthesis : perspectives on the unification of biology New ed. Cambridge, Massachusetts: Harvard University Press. pp. 86–95. ISBN 9780674272262
- Ceccarelli, Leah (2001). Shaping science with rhetoric : the cases of Dobzhansky, Schrödinger, and Wilson. Chicago, Illinois: University of Chicago Press. pp. 13–60. ISBN 9780226099071
- Coyne, Jerry A. (18 de agosto de 1995). «Dobzhansky Revisited». Science. 269 (5226): 991–992. Bibcode:1995Sci...269..991C. doi:10.1126/science.269.5226.991
- Lewontin, Richard C. (outubro de 1997). «Dobzhansky's Genetics and the Origin of Species: Is it still relevant?». Genetics. 147: 351–355. PMC 1208162
- Mayr, Ernst (1999). Systematics and the origin of species, from the viewpoint of a zoologist 1. Harvard Univ. Press pbk. ed. Cambridge, Massachusetts: Harvard Univ. Press. pp. xv–xvii. ISBN 9780674862500
- Orr, H. Allen (dezembro de 1996). «Dobzhansky, Bateson and the genetics of speciation». Genetics. 144: 1331–1335. PMC 1207686
- Provine, William B. (1994). «The Origin of Dobzhansky's Genetics and the Origin of Species». In:  Adams, Mark B. The evolution of Theodosius Dobzhansky : essays on his life and thought in Russia and America ; [selected papers from the International Symposium on Theodosius Dobzhansky, held in Leningrad 17-19 September 1990]. Princeton, NJ: Princeton University Press. pp. 99–114. ISBN 978-0691034799
- Smokovitis, Vassiliki Betty (1996). Unifying biology : the evolutionary synthesis and evolutionary biology. Princeton, NJ: Princeton Univ. Press. ISBN 9780691033433